# Joanna Maranhão
Joanna de Albuquerque Maranhão Bezerra de Melo lub Joanna Maranhão (ur. 29 kwietnia 1987 w Recife) – brazylijska pływaczka specjalizująca się w stylu zmiennym i motylkowym. Finalistka igrzysk olimpijskich, wielokrotna medalistka igrzysk panamerykańskich i igrzysk Ameryki Południowej.

## Kariera pływacka
W 2003 roku na mistrzostwach świata w Barcelonie zajęła 15. miejsce na dystansie 400 m stylem dowolnym, gdzie uzyskała czas 4:49,04 i ustanowiła nowy rekord Brazylii. W konkurencji 200 m stylem zmiennym z czasem 2:18,56 uplasowała się na 24. pozycji. Startowała również na 200 m stylem klasycznym i nie zakwalifikowała się do półfinałów, zajmując ostatecznie 29. miejsce. Dwa tygodnie później podczas igrzysk panamerykańskich w Santo Domingo zdobyła brązowy medal na dystansie 400 m stylem zmiennym.
Podczas igrzysk olimpijskich w Atenach w 2004 roku zajęła piąte miejsce na dystansie 400 m stylem zmiennym, ustanawiając w finale rekord Brazylii (4:40,00). W konkurencji 200 m stylem zmiennym nie zakwalifikowała się do finału i z czasem 2:15,43 uplasowała się na 11. miejscu. Startowała również w sztafecie 4 × 200 m stylem dowolnym. Brazylijki w finale zajęły siódme miejsce.
Na mistrzostwach świata w Montrealu była dziesiąta na dystansie 200 m stylem zmiennym (2:16,69). W konkurencji 400 m stylem zmiennym zajęła 21. miejsce (4:53,41), a w sztafecie 4 × 200 m stylem dowolnym 13. miejsce.
W 2007 roku na igrzyskach panamerykańskich w Rio de Janeiro płynęła w eliminacjach sztafet kraulowych 4 × 200 m. Otrzymała brązowy medal po tym jak reprezentantki Brazylii zajęły w finale trzecie miejsce. Indywidualnie startowała na dystansie 200 i 400 m stylem zmiennym. W obu tych konkurencjach uplasowała się na czwartej pozycji.
Rok później, podczas igrzysk olimpijskich w Pekinie na dystansie 400 m stylem zmiennym uzyskała czas 4:40,18 i zajęła 17. miejsce. W konkurencji 200 m stylem motylkowym i 200 m stylem zmiennym uplasowała się na 22. miejscu.
Na mistrzostwach świata w Rzymie w 2009 roku z czasem 2:12,12 zajęła 12. miejsce na dystansie 200 m stylem zmiennym. Na 200 m stylem motylkowym była dwudziesta (2:09,55), a w konkurencji 400 m stylem zmiennym zajęła 22. miejsce (4:43,87).
Podczas igrzysk Ameryki Południowej w Medellín w 2010 roku zdobyła sześć medali, w tym pięć złotych i jeden brązowy.
W 2011 roku na igrzyskach panamerykańskich w Guadalajarze Maranhão wywalczyła trzy medale. Srebro zdobyła w konkurencji 400 m stylem zmiennym i w sztafecie 4 × 200 m stylem dowolnym, a brąz na dystansie 200 m stylem zmiennym. Z powodu kontuzji palca musiała zrezygnować z wyścigu na 200 m stylem motylkowym.
Podczas igrzysk olimpijskich w Londynie na dystansie 200 m stylem zmiennym uzyskała czas 2:14,74 i zajęła 15. miejsce. W konkurencji 200 m stylem motylkowym z czasem 2:13,17 uplasowała się na 26. miejscu.
Rok później na mistrzostwach świata w Barcelonie na dystansie 200 m stylem motylkowym zajęła 16. miejsce (2:14,07). Na 400 m stylem zmiennym była siedemnasta, a w konkurencji 200 m tym stylem zajęła 26. miejsce.
W 2015 roku zdobyła trzy medale na igrzyskach panamerykańskich w Toronto. Srebro wywalczyła w sztafecie 4 × 200 m stylem dowolnym. Brazylijki ustanowiły w tej konkurencji nowy rekord Ameryki Południowej. Maranhão zdobyła także brązowe medale na dystansie 200 m stylem motylkowym i 400 m stylem zmiennym.
Podczas igrzysk olimpijskich w Rio de Janeiro w 2016 roku na dystansie 400 m stylem zmiennym uzyskała czas 4:38,88 i zajęła 15. miejsce. W konkurencji 200 m stylem zmiennym z czasem 2:13,06 uplasowała się na 18. pozycji. Na 200 m stylem motylkowym była dwudziesta czwarta.